# Chris Campbell
Christopher „Chris“ Campbell ist ein US-amerikanischer Filmproduzent, -regisseur und Drehbuchautor. 

## Filmografie
Als Drehbuchautor
- 2011: Die Hexen von Oz (The Witches of Oz, Miniserie)

Als Regisseur
- 2010: Voices of Sculpture (Dokumentarkurzfilm)
- 2010: Frederick Douglass: Pathway from Slavery to Freedom

Als Produzent
- 1986: Santabear's First Christmas (Fernsehfilm, Executive Producer)
- 1991: P. D. Eastman: Are You My Mother? (Kurzfilm, Executive Producer)
- 1991: Dr. Seuss: I Am Not Going to Get Up Today! (Kurzfilm, Executive Producer)
- 2006: Nova (Fernsehserie, eine Folge)
- 2009: No Kidding! Me 2!! (Dokumentation, Executive Producer)
- 2010: Frederick Douglass: Pathway from Slavery to Freedom (Fernsehfilm, Executive Producer)
- 2011: Die Hexen von Oz (The Witches of Oz, Miniserie)
- 2012: The Elisha Stockwell Story (Fernsehfilm, Executive Producer)
- 2012: The Sybil Ludington Story (Fernsehfilm, Executive Producer)
- 2012: Dorothy and the Witches of Oz (Executive Producer)